# Chrastický potok
Chrastický potok pramení na východním svahu masívu hor Tetřeví hora a hřebene Velká Šindelná v pohoří Králický Sněžník ve výšce asi 1180 m n. m. Teče ze svahů k východu, později opouští masív pohoří a dostává se do podhůří, stáčí se k jihovýchodu a protéká vsí Hynčice pod Sušinou. Při tom se do něj zprava vlévá několik přítoků. Poté protéká zalesněným údolím pod Mlýnským vrchem, teče přes dolní část vsi Chrastice (obě zmíněná sídla jsou dnes částmi Starého Města) a nakonec se zprava vlévá do říčky Krupá (což je přítok Moravy) poblíž železniční stanice Chrastice ve výšce asi 490 m. Délka toku činí 7,0 km. Plocha povodí má rozlohu 9,5 km².